# 杜达尼
杜达尼（Dudhani），是印度马哈拉施特拉邦Solapur县的一个城镇。总人口12146（2001年）。

## 人口
该地2001年总人口12146人，其中男性6013人，女性6133人；0—6岁人口1597人，其中男808人，女789人；识字率60.18%，其中男性为71.93%，女性为48.67%。